# Морска анемона (гъба)
 Тази статия е за гъбата.  За коралите вижте Актинии.  За иглокожите вижте Морски звезди.
Морската анемона известна още като морска звезда (Aseroe rubra), е вид базидиева гъба от семейство Phallaceae. Разпознаваема е със зловонната си миризма на мърша и формата на морска анемона, когато узрее.

## Разпространение и местообитание
Видът е широко разпространен в Австралия от югоизточните части на Куинсланд през Нов Южен Уелс до източните части на Виктория и Тасмания. Среща се и на много острови в Тихия океан, включително Нова Зеландия. Често се среща из градините, тревистите площи, алпийските пасища и в горите.
Гъбата е пренесена още и в Северна Америка (Калифорния), Южна Африка, както и на някои отдалечени и необитаеми тихоокеански острова.

## Описание
Младата гъба има частично заровена белезникава яйцевидна структура с диаметър около 3 см. Когато започне да узрява става червеникава, отваря се и нараства на височина до 10 см. Структурата се трансформира в звездовидна с 6 до 10 сдвоени пипала, всяко с дължина до 3,5 см. Върхът на гъбата е покрит с тъмно маслиненокафява слуз, която мирише на гниещо месо. Тя привлича мухи, които разпространяват спорите ѝ.